# Dichodontium vaginatum
Dichodontium vaginatum là một loài rêu trong họ Dicranaceae. Loài này được Hook. A. Jaeger mô tả khoa học đầu tiên năm 1872.